# Matti Bye
Anders Mattias (Matti) Bye, född 25 juli 1966 i Stockholm, är en svensk musiker och kompositör.

## Biografi
Matti Bye, som är son till dramatikern Anders Bye och skådespelerskan Birgitta Andersson, är verksam som stumfilmspianist, en av få i Sverige; han började som sådan 1989 vid Cinemateket i Stockholm. Han har på senare år komponerat ny filmmusik till svenska stumfilmer som Körkarlen (1921) och Gösta Berlings saga (1924).
Utöver ett flertal skivor med musik till filmer har Bye även givit ut Drömt (2008), Bethanien (2013) och This Forgotten Land (2017) under eget namn. Han har även samarbetat med Anna von Hausswolff, Lau Nau och Frida Hyvönen.
Bye har skrivit musik till teaterpjäser på Dramaten i Stockholm som Den Girige (2009) med regi av Gösta Ekman, Sista Skriket (1993) med regi av Ingmar Bergman och Det blåser på månen (2017) med regi av Ellen Lamm.
Vid Guldbaggegalan 2014 tilldelades Bye en Guldbagge för Bästa filmmusik till Faro.
Bye tilldelades 2014 Mårbackapriset med motiveringen: "Med ny musik till stumfilmsklassiker som Herr Arnes penningar, Körkarlen och Gösta Berlings saga har han gett ett andra liv åt Selma Lagerlöfs berömda berättelser."

## Filmmusik (i urval)
- 1919 Herr Arnes pengar (nykomponerad filmmusik)
- 1921 Körkarlen (nykomponerad filmmusik; utgiven på skiva av Rotor)
- 1924 Gösta Berlings saga (nykomponerad filmmusik; utgiven på skiva av Rotor)
- 1925 Den glädjelösa gatan (nykomponerad filmmusik; utgiven på skiva av Rotor)
- 1995 Jag är nyfiken
- 1995 Sista skriket
- 1996 Augustitango
- 1998 Berörd
- 1998 Homo Sapiens 1900
- 1999 Vuxna människor
- 2003 Cirkushästen
- 2004 Good Boys (kortfilm)
- 2005 Skuggvärld
- 2006 Quinze
- 2006 Brevbärarens hemlighet (kortfilm)
- 2006 En uppstoppad hund
- 2007 Fritt fall
- 2008 Mellan oss (kortfilm)
- 2008 Maria Larssons eviga ögonblick
- 2009 Elkland
- 2009 Bilder från lekstugan (dokumentär)
- 2011 Den girige
- 2011 Bibliotekstjuven
- 2013 Faro
- 2013 Kilimanjaro (kortfilm)
- 2013 Hundraåringen som klev ut genom fönstret och försvann
- 2015 Förvaret (dokumentär)
- 2015 Watching the Moon at Night (dokumentär)
- 2016 Den allvarsamma leken
- 2016 Hundraettåringen som smet från notan och försvann
- 2017 Superswede
- 2017 Enkelstöten (TV-serie)
- 2019 Tuntematon mestari
- 2020 Livet efter döden
- 2020 – Tove
- 2021–2022 – Young Royals (TV-serie)
- 2022 – Dag för dag

## Diskografi
- 2003 Matti Bye — Körkarlen (filmmusik; utgiven av Rotor)
- 2004 Matti Bye — Den glädjelösa gatan (filmmusik; utgiven av Rotor)
- 2008 Matti Bye — Gösta Berlings Saga (filmmusik; utgiven av Rotor)
- 2008  Matti Bye — Drömt (Rotor)
- 2011 Matti Bye, Mattias Olsson & Martina Hoogland Ivanow — Elephant and Castle (Kning Disk)
- 2013 Walrus — Walrus (The Electricity Recording Company)
- 2013 Matti Bye — Faro (filmmusik; utgiven av Rotor)
- 2013 Matti Bye — Bethanien (Tona Serenad)
- 2014 Maailma — Speculum (Rotor)
- 2014 Hydras Dream — The Little Match Girl (med Anna von Hausswolff; utgiven av Denovali Records)
- 2016 Matti Bye — Den Allvarsamma Leken (filmmusik; utgiven av Rotor)
- 2016 Matti Bye — Elephant Made the Piano (Kning Disk)
- 2017 Matti Bye — Superswede (filmmusik; utgiven av Rotor)
- 2017 Matti Bye — This Forgotten Land (Tona Serenad)
- 2019 Matti Bye — One Last Deal (Tuntematon mestari) (filmmusik; utgiven av Rotor)
- 2020 Matti Bye — Tove (filmmusik)
- 2021 Matti Bye — Young Royals (musik till Netflix-serien)
- 2022 Matti Bye — Young Royals: Season 2 (musik till Netflix-serien)
- 2022 Matti Bye — Day by Day (filmmusik)
- 2024 Matti Bye & Trio Ramberget - Mirror Variations